# Astragalus suffalcatus
Astragalus suffalcatus är en ärtväxtart som beskrevs av Aleksandr Andrejevitj Bunge. Astragalus suffalcatus ingår i släktet vedlar, och familjen ärtväxter. Inga underarter finns listade i Catalogue of Life.